# مسرح برودواي
يشير مسرح برودواي (بالإنجليزية: Broadway theatre)‏، يُدعى بشكل مختصر برودواي، إلى العروض المسرحية المقدمة في 41 مسرحًا احترافيًا، يضم كل من هذه المسارح 500 مقعد أو أكثر، وتقع في مقاطعة المسرح ومركز لينكولن على طول شارع برودواي، في وسط مدينة مانهاتن في نيويورك. يمثل مسرح برودواي إلى جانب مسارح وست إند في لندن أعلى مستوى تجاري للمسرح الحي في العالم الناطق بالإنكليزية. في حين أصبح الطريق العام نفسه مسمى على اسم مقاطعة المسرح ومجموعتها المكونة من 41 مسرحًا، إلا أن ثلاثةً فقط من هذه المسارح تقع على طريق برودواي بشكل فعلي (وهي مسرح برودواي ومسرح القصر ومسرح الحديقة الشتوية)، أما المسارح الباقية فتقع على الشوارع المتقاطعة المرقمة التي تمتد من مسرح نيدرلاندر الواقع على بعد مربع سكني واحد جنوب التايم سكويرز على شارع ويست 41، باتجاه الشمال على طول أحد جانبي شارع برودواي إلى مسرح فيفيان بومونت، الذي يقع خارج مقاطعة المسرح على شارع ويست 65، وصولًا إلى التركيز الأكبر من المسارح الواقعة بين الشارع 42 (التايم سكوير) والشارع 49. مع وجود استثناءات، يُطلق مصطلح «مسرح برودواي» بشكل عام على المسارح التي تتسع مقاعدها لخمسمئة شخص على الأقل، بينما يُشار إلى المسارح الأصغر باسم أوف-برودواي (بغض النظر عن الموقع)، وتُدعى المسارح الصغيرة جدًا (التي تضم أقل من مئة مقعد) أوف-أوف-برودواي، يمكن إطلاق هذا المصطلح أيضًا على المسارح غير التجارية أو التجريبية، أو الإنتاجات التي تُعقد خارج أماكن المسارح التقليدية.
تُعتبر مقاطعة المسرح معلم جذب سياحيًا بارزًا في مدينة نيويورك. وفقًا لرابطة برودواي، بلغ إجمالي الحضور لموسم 2018-2019 (الذي انتهى في 26 مايو 2019) 14,768,254 شخصًا، وحصد إجمالي عروض برودواي 1,829,312,140 دولارًا أمريكيًا، مع زيادة الحضور بنسبة 9.5%، وارتفاع الإجماليات بنسبة 10.3% وارتفاع أسابيع العرض بنسبة 9.3%.
تشكل العروض الموسيقية غالبية عروض برودواي. يجادل المؤرخ مارتن شيفتر بأن «مسرحيات برودواي الموسيقية، التي بلغت ذروتها في إنتاجات ريتشارد رودجر وأوسكار هامرستاين، قد أصبحت من الأشكال المؤثرة بشكل هائل في الثقافة الشعبية الأمريكية» وساهمت في جعل مدينة نيويورك العاصمة الثقافية في نصف الكرة الغربي.

## لمحة تاريخية

### المسرح الأول في نيويورك
لم تحظ نيويورك بحضور مسرحي ملحوظ حتى عام 1750 تقريبًا، عندما أسس الممثلان ومديرا الأعمال والتر موراي وتوماس كين فريقًا مسرحيًا مقيمًا في مسرح على شارع ناسو، إذ ضم هذا المسرح ما يقارب 280 شخصًا. عرض الفريق مسرحيات شكسبير وأوبرا البالاد مثل أوبرا المتسول. في عام 1752، أرسل ويليام هالام فريقًا ضم 12 ممثلًا من بريطانيا إلى المستعمرات وجعل أخاه لويس مديرًا لهم. أسسوا مسرحًا في ويليامزبرغ في فرجينيا وافتُتح المسرح بكل من مسرحيتي تاجر البندقية والمشرح. انتقل الفريق إلى نيويورك في صيف 1753، وأدوا عروض أوبرا البالاد والبالاد الهزلية مثل دامون وفيليدا. أدت حرب الاستقلال إلى تعليق نشاط المسرح في نيويورك، الذي استُؤنف في عام 1798، وهو العام الذي بُني فيه مسرح بارك الذي ضم 2000 مقعد على شارع تشاثام (يُدعى الآن بارك رو). افتُتح مسرح باوري بدوره في عام 1826، وتلته مسارح أخرى.
بحلول أربعينيات القرن التاسع عشر، أدار بي تي بارنوم مجمعًا ترفيهيًا في مانهاتن السفلى. في عام 1829، على شارعي برودواي وبرينس، افتُتحت حديقة نيبلو وسرعان ما أصبحت واحدةً من أبرز الأماكن الليلية في مدينة نيويورك. قدم المسرح الذي يضم 3000 مقعد كل أنواع الترفيه الموسيقي وغير الموسيقي. في عام 1844، افتُتحت دار أوبرا بالمو وقدمت عروض الأوبرا التي استمرت مدة أربعة مواسم فقط قبل أن تُعلن إفلاسها، ما أدى إلى تغيير علامتها التجارية واعتبارها مكانًا للمسرحيات تحت اسم مسرح بورتون. افتُتحت دار أوبرا أستور في عام 1847. اندلعت أعمال الشغب في عام 1849 عندما اعترض عملاء الطبقة الدنيا في باوري على ما اعتبروه تكبرًا من جماهير الطبقة العليا في دار أستور: «بعد أعمال شغب دار أستور في عام 1849، انقسم الترفيه في نيويورك في اتجاهات طبقية: كانت الأوبرا بشكل رئيسي مقتصرةً على الطبقة العليا والطبقة المتوسطة، أما العروض الغنائية والميلودراما فكانت للطبقة المتوسطة، وكانت العروض المتنوعة في الصالونات الموسيقية للرجال من الطبقة العاملة والطبقة المتوسطة المتداعية».
عُرضت مسرحيات ويليام شكسبير بشكل متكرر على منصة مسرح برودواي خلال هذه الفترة، برز خلالها الممثل الأمريكي إدوين بوث الذي اشتُهر عالميًا لأدائه شخصية هاملت. لعب بوث أدوارًا في 100 أداء شهير متعاقب في مسرح الحديقة الشتوية في عام 1865 (مع انتهاء العرض قبل بضعة أشهر فقط من قيام أخيه جون ويلكس بوث باغتيال أبراهام لينكون)، أحيا لاحقًا هذه الأدوار في مسرح بوث الخاص به (الذي أداره لفترة سابقة أخوه جونيوس بروتوس بوث، الابن). شمل الشكسبيريون البارزون الآخرون الذين ظهروا في نيويورك في هذه الحقبة كلًا من هنري إيرفينغ، وتوماسو سالفيني، وفاني دافنبورت وتشارلز فيشتر.

## وصلات خارجية
- Broadway.com
- دور برودواي
- قاعدة بيانات برودواي على الإنترنت